# Иран на Светском првенству у атлетици у дворани 2018.
Иран је учествовао на 17. Светском првенству у атлетици у дворани 2018. одржаном у Бирмингему од 1. до 1. марта. Репрезентацију Ирана на њеном деветом учествовању на светским првенствима у дворани представљао је 1 атлетичар који се такмичио у трци на 60 метара.,
На овом првенству такмичар Ирана није освојио ниједну медаљу.
У табели успешности према броју и пласману такмичара који су учествовали у финалним такмичењима (првих 8 такмичара) Иран је са 1 учесником у финалу делио 39. место са 4 бода.
| Плас. | Земља | 1. место | 2. место | 3. место | 4. место | 5. место | 6. место | 7. место | 8. место | Бр. финал. | Бод. |
| ----- | ----- | -------- | -------- | -------- | -------- | -------- | -------- | -------- | -------- | ---------- | ---- |
| =39.  | Иран  | 0        | 0        | 0        | 0        | 1        | 0        | 0        | 0        | 1          | 4    |

## Учесници
Мушкарци:
- Хасан Тафтијан — 60 м

## Резултати

### Мушкарци
| Атлетичар      | Дисциплина | Лични рекорд | Квалификације  | Квалификације | Полуфинале | Полуфинале | Финале   | Финале      | Детаљи |
| Атлетичар      | Дисциплина | Лични рекорд | Резултат       | Место         | Резултат   | Место      | Резултат | Место       | Детаљи |
| -------------- | ---------- | ------------ | -------------- | ------------- | ---------- | ---------- | -------- | ----------- | ------ |
| Хасан Тафтијан | 60 м       | 6,51         | 6,74 (.733) КВ | 2. у гр. 3    | 6,57 КВ    | 2. у гр. 3 | 6,53     | 5 / 49 (52) |        |